# Solomon Krym
Solomon Samojlowicz Krym, ros. Соломон Самойлович Крым (ur. 7 lipca 1864 w Teodozji, zm. 9 września 1936 w Garde) – krymski agronom i polityk pochodzenia karaimskiego, premier Krymskiej Republiki Ludowej w 1918–1919.
W Imperium Rosyjskim był przewodniczącym ziemstwa teodozyjskiego. Po klęsce Armii Ochotniczej wyemigrował. Zmarł na emigracji.